# Mănăstirea Mesici
Mănăstirea Mesici (în sârbă Манастир Месић) este o mănăstire ortodoxă sârbă din nordul Serbiei, în Mesici, în comuna Vârșeț și în provincia Voivodina. Aparține de eparhia Banatului și se află pe lista monumentelor extrem de importante ale țării (ID nr. SK 1020).

## istorie

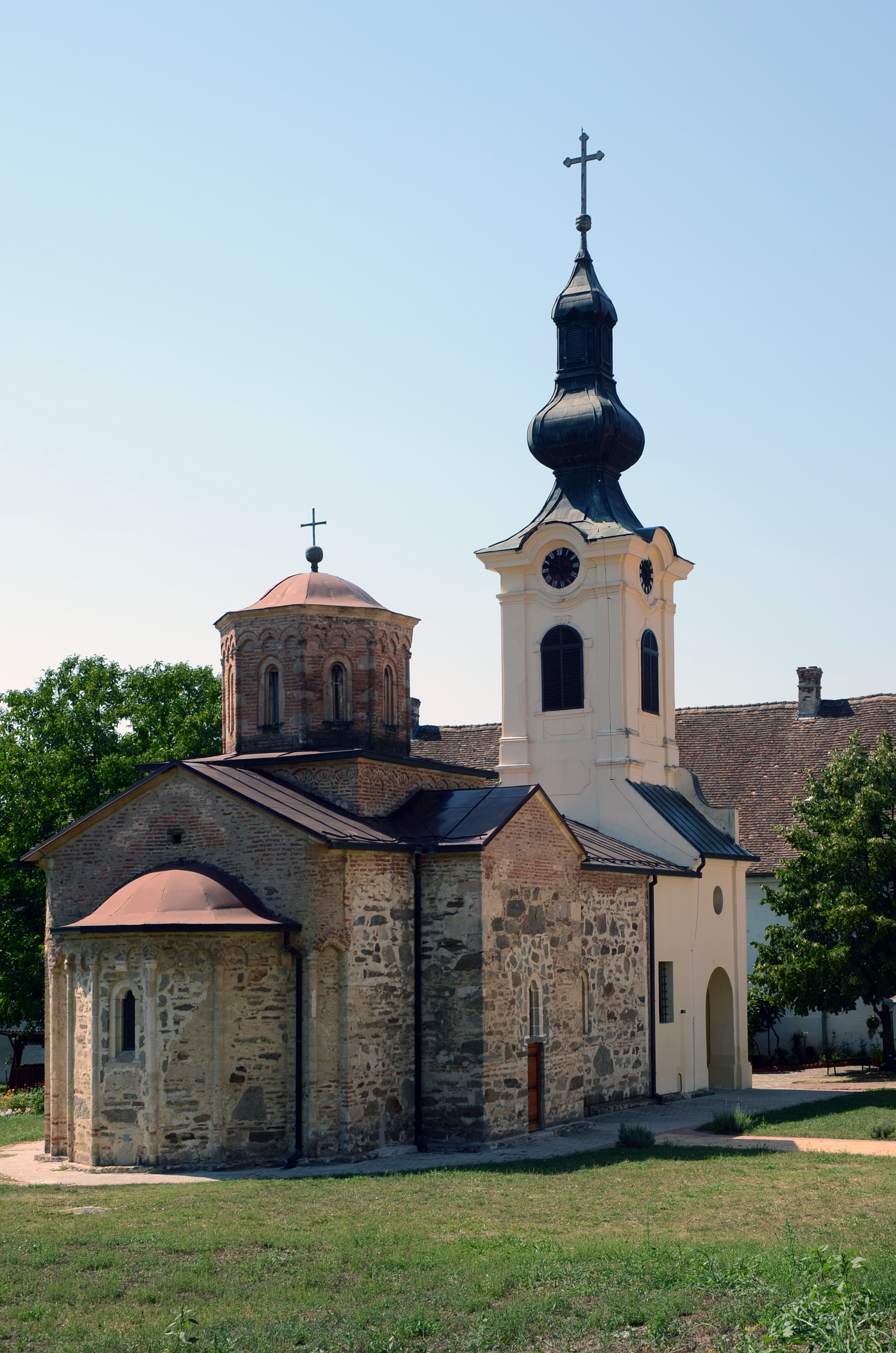
Vedere a bisericii mănăstirii

Conform celei mai vechi tradiții, Mănăstirea Mesici a fost fondată în prima jumătate a secolului al XI-lea; conform unei alte tradiții, a fost fondată în 1225 de către călugărul Arsenije Bogdanović-Sremac al mănăstirii Hilandar; Sfântul Sava, întemeietorul Bisericii Ortodoxe Sârbe, ar fi făcut-o egumenul mănăstirii. Arsenije, după el, urma să devină al doilea arhiepiscop din istoria Patriarhiei Serbiei. O altă versiune, cel mai probabil, își urmărește întemeierea până la sfârșitul secolului al XV-lea și l-a atribuit despotului Jovan Branković, care, la momentul cuceririi Serbiei de către otomani, era ultimul conducător al dinastiei Branković. Primele documente scrise care menționează mănăstirea provin de la Patriarhia din Peć și datează din 1660 și 1666; la acea vreme făcea parte din Regatul Ungariei. A cunoscut o evoluție importantă cu migrațiile sârbești, în special Marea Migrație din 1690, care a adus în Voivodina mulți sârbi fugiți de abuzurile turcești din Kosovo și în Serbia Centrală actuală. În momentul acestei mari migrații, Mesici a servit un moment de reședință Arhiepiscopului din Vršac. În timpul luptelor dintre austrieci și otomani, mănăstirea a fost distrusă de mai multe ori, în special în 1716 și în 1788 și restaurată. Un cutremur în 1892 a provocat multe pagube, dar mănăstirea a fost din nou restaurată. Din 1952 Mănăstirea Mesić a devenit o mănăstire de maici.

## Arhitectură și pictură
Biserica mănăstirii este închinată Sfântului Ioan Botezătorul. A fost construită în tradiția Școlii Moraviei, cu o singură navă înconjurată de o cupolă și un cor dreptunghiular. Pe de altă parte, a suferit modificări semnificative în secolele al XVII-lea și al XVIII-lea, la momentul renovării mănăstirii, cu construcția unui narthex și a unei clopotnițe în stil baroc, inspirată de realizările arhitectului boem Anton Bloberger.
Picturile murale constau din trei straturi de fresce pictate în secolele al XVI-lea și al XIX-lea. În spațiul binefăcătorilor mănăstirii se află o frescă care-l înfățișează pe Jovan Brankovic. Multe icoane fac bogăția mănăstirii, dar Mesici este cel mai cunoscut pentru o icoană miraculoasă a Fecioarei Maria, cunoscută sub numele de Dostojno („Ea este nobilă”). Această icoană, de pe Muntele Athos, a fost adusă la mănăstire în 1803.

## Legături externe
- sr  Notificare pe site-ul web al Eparhiei Banatului
- sr  Articol Arhivat în 10 martie 2007, la Wayback Machine.